# Polnische Badminton-Mannschaftsmeisterschaft 1990
Die Polnische Badminton-Mannschaftsmeisterschaft der Saison 1989/1990 gewann das Team von Technik Głubczyce. Es war die 17. Austragung der Titelkämpfe.

## Endstand
| Platz | Mannschaft        |
| ----- | ----------------- |
| 1.    | Technik Głubczyce |
| 2.    | Polonez Warszawa  |
| 3.    | Stal Płock        |
| 4.    | Motus Koszalin    |
| 5.    | Wilga Garwolin    |
| 6.    | AZS UW Warszawa   |
| 7.    | Warmia Olsztyn    |
| 8.    | Zremb Solec Kuj.  |
| 9.    | Ruch Radzionków   |
| 10.   | AZS PŁ Łódź       |
| 11.   | KKW Kraków        |
| 12.   | Ursus Warszawa    |
| 13.   | AZS Radom         |
| 14.   | Stal Nowa Dęba    |
| 15.   | Sygnał Lublin     |
| 16.   | Kolejarz Katowice |
| 17.   | Bolesław Bukowno  |